# Manuel María Llanza y Pignatelli
Manuel María Llanza y Pignatelli (Barcellona, 1857 – Barcellona, 1927) è stato un politico spagnolo e decimo duca di Solferino.

## Biografia
Manuel Llanza era un aristocratico spagnolo e uomo politico, duca di Solferino, marchese di Coscojuela e barone d'Alcázar. Fu membro e senatore durante la restaurazione borbonica.
Era il figlio di Benet de Llança i d'Esquivel e di María de la Concepción Pignatelli de Aragón y Belloni, marchesa de Mora. Venne eletto deputato della Comunione tradizionalista nel distretto di Vic nelle elezioni generali spagnole del 1891. Nel 1893-1894 fu nominato senatore a vita fino alla sua morte.
Sposò Maria Asuncion de Bobadilla y Arizala Martinez. Gli succedette il figlio Luis Gonzaga Llanza y Bobadilla († 1971), XI duca di Solferino.